# کارل تایگه
کارِل تایگه (چکی: Karel Teige; ۱۳ دسامبر ۱۹۰۰ – ۱ اکتبر ۱۹۵۱) یک هنرمند آوانگارد مدرنیست، نویسنده، منتقد و یکی از مهم‌ترین چهره‌های جنبش دهه ۱۹۲۰ و ۱۹۳۰ در کشور چکسلواکی بود. او یکی از اعضای جنبش Devětsil (Butterbur) در دهه ۱۹۲۰ بود و همچنین به عنوان سردبیر و طراح گرافیک برای مجله ماهانه Devětsil ReD (Revue Devětsilu) کار می‌کرد. یکی از کارهای مهم او در زمینه تئوریِ معماری، خانه حداقلی (۱۹۳۲) است.